# Xanthorhoe clarkeata
Xanthorhoe clarkeata är en fjärilsart som beskrevs av Ferguson 1987. Xanthorhoe clarkeata ingår i släktet Xanthorhoe och familjen mätare. Inga underarter finns listade i Catalogue of Life.